# Marcus Taylor
Marcus Taylor is een personage uit de Amerikaanse dramaserie Tour of Duty. Taylor is een Private First Class in het tweede peloton van de Bravocompagnie aan het begin van de serie, en gepromoveerd naar Sargeant aan het einde van de serie.

## Biografie
Taylor werd geboren rond 1949 in Detroit, Verenigde Staten. Zijn moeder liet hem na geboorte achter bij zijn grootmoeder die hem vervolgens opvoedde. Hij werd op zijn 18de gearresteerd wegens autodiefstal en kreeg van de rechter de keuze om naar de gevangenis te gaan of in militaire dienst. Tijdens zijn diensttijd raakt hij samen met Ruiz vermist in de jungle. Na vier weken weten ze weer het kamp te bereiken.

## Militaire carrière
Eerste tour:

Firebase Ladybird, I Corps (van mei 1967 tot januari 1968)
Private First Class (PFC) van 2nd Platoon, B ("Bravo") Company, 3/44th Infantry Regiment, 196th Light Infantry Brigade, Americal Division.

Tweede tour:

Tan Son Nhut, III Corps (eind januari 1968 tot april 1968)
Private First Class (PFC) van 2nd Platoon, B ("Bravo") Company, 3/44th Infantry Regiment, 196th Light Infantry Brigade, Americal Division.

Camp Barnett, III Corps (van mei 1968 tot ?)

Team lid van "Team Viking". Als onderdeel van MACV-SOG.

## Onderscheidingen

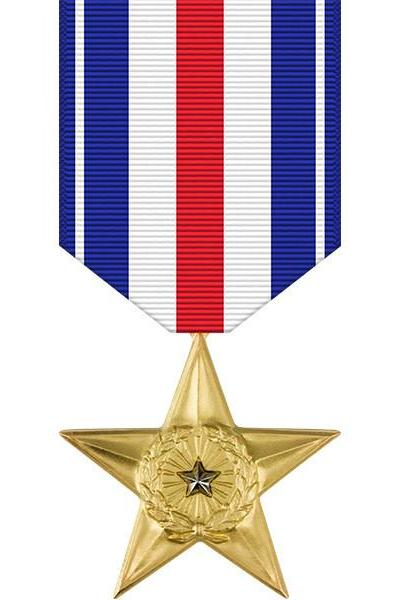
Silver Star - eenmaal ontvangen.
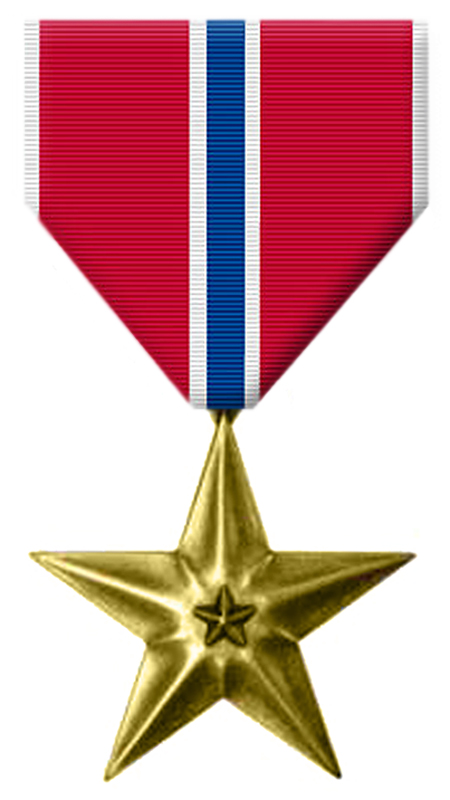
Bronze Star - eenmaal ontvangen.
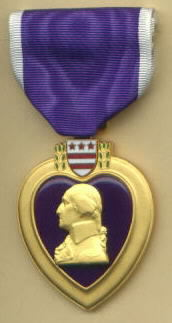
Purple Heart - driemaal ontvangen.
Army Commendation Medal - eenmaal ontvangen.[6]
National Defense Service Medal - eenmaal ontvangen.
Vietnam Campaign Medal - eenmaal ontvangen.
Vietnam Service Medal - eenmaal ontvangen.
Combat Infantry Badge - eenmaal ontvangen.